# Geo spoofing
Geo spoofing è un termine che deriva dal gergo informatico inglese (geographical spoofing, ovvero "imbroglio geografico").
È una pratica informatica, applicata sul world wide web, finalizzata a rintracciare l'indirizzo fisico di un computer dal quale vengono ricevuti dei dati, di conseguenza il domicilio dell'utente o, comunque, da dove si sta utilizzando il proprio personal computer. Tale pratica non è sempre legale e soltanto le forze dell'ordine, quali ad esempio la Polizia postale, possono effettuare il geo spoofing; se effettuata da un malintenzionato, può portare a spiacevoli conseguenze per chi ne è vittima.
Attualmente sono in circolazione diversi programmi che consentono di praticare il geo spoofing in maniera spesso illegale.

## Siti web di geo spoofing legali
- geobytes ipLocator, su geobytes.com. URL consultato il 29 maggio 2009 (archiviato dall'url originale il 20 giugno 2009).
- freewarepub geolocator, su freewarepub.org. URL consultato il 29 maggio 2009 (archiviato dall'url originale il 6 agosto 2009).